# Nikolaus Bertram von Below
Nikolaus Bertram von Below (* 1728 in Schlawe; † 29. Juli 1779 in Gatz) war königlich-preußischer Kammerpräsident.

## Leben

### Herkunft
Nikolaus Bertram von Below war ein Angehöriger der pommerschen Adelsfamilie von Below und Sohn des Paul Bertram von Below (* 1691; † 1765), königlich preußischer Premierleutnant im Füsilierregiment Nr. 28 (Mosel) und Erbherr auf Gatz, Medenick, Reddentin, Reblin und Runow, und dessen Gemahlin Barbara, geborene von Bandemer.

### Familie
Below vermählte sich 1760 mit Amalie Charlotte von Auer († vor 1775) und 1775 in zweiter Ehe mit Charlotte Wilhelmine von Woedtke a.d.H. Sydow (* 1757; † 1798). Aus erster Ehe hinterließ er eine Tochter Charlotte Amalie Friederike († nach 1799), die ebenfalls zweimal in den Stand der Ehe trat.

### Werdegang
1749 immatrikulierte sich Below auf der Universität Königsberg und war seit Mai 1752 Auskultator bei der Preußischen Kriegs- und Domänenkammer in Königsberg. Am 15. Mai 1756 avancierte er zum Kriegs- und Domänenrat bei der Littauischen Kriegs- und Domänen-Kammer in Gumbinnen, wechselte aber in gleicher Stellung im April 1763 zurück nach Königsberg. Im Juni 1771 wurde er mit dem Prädikat Geheimer Rat Intendant in Elbing. 
Im Zuge der Inbesitznahme Pommerellens avancierte er zum Kammerpräsidenten der neu errichteten Westpreußischen Kriegs- und Domänenkammer in Marienwerder. Bereits am 8. Juni 1773 wurde Below von König Friedrich II. wegen schlechter Conduite abgelöst.
Below war Erbe der väterlichen Güter. Gatz fiel nach seinem Ableben an den Landrat Casper Ludwig von Below, Reblin ging in den Besitz von Otto Bogislaff von Kleist über.